# تاريخ العرب في الإسلام (كتاب)
تاريخ العرب في الإسلام هو كتاب للمؤرخ العراقي جواد علي، كان يعمل على إصدار سلسلة تحت هذا العنوان على غرار كتابه المفصل في تاريخ العرب قبل الإسلام، غير أنه توفي قبل أن يكمل مشروعه التأليفي.

## عن الكتاب
يعدّ كتاب علي، مرجعًا لباحثي العلوم التاريخية الإسلامية بصورة خاصة والآثار والجغرافيا ومعظم تخصصات العلوم الإنسانية على نحو عام، حيث يركز في الكتاب على موضوعات تاريخية شغلت اهتمام المؤرخين والباحثين ولاسميا المتعلق منها في البدايات الأولى للتاريخ الإسلامي.
وضع جواد مقدمة الكتاب في بغداد، وصدر في طبعته الأولى بـ 191 صفحة في العام 1961 في بغداد، وبين 217 و241 صفحة (بحسب طبعات دار الحداثة لاحقًا)، حيث أشرف على تنقيح الكتاب مجددًا قبل طبعه في بيروت في العام 1983.
وزع علي كتابه ضمن فصول عدة عالجت عدة موضوعات منها:
- خطورة تأريخ الإسلام وكيفية تدوينه
- تاريخ شبه الجزيرة العربية
- الإمبراطورية الإسلامية
- مكة المكرمة
- النبي محمد[9][10]

فقد جعل علي الكتاب صلة وتكملة لكتابه "تأريخ العرب قبل الإسلام"، وأراد من خلاله - بحسب المقدمة - أن يكون "رأيًّا من الآراء، وصوتًا من الأصوات المسموعة عن تاريخ العرب والإسلام". وقد حرص في الكتاب على "الاهتمام بالنواحي التي كان لها شأن وخطر في تأريخ العرب والإسلام". أما الحوادث التي لم يكن لها شأن خطير في تغيير الحياة، فهو لم يتعرض لها "إلا بقدر ما كان لها صلة بحياة الناس في ذلك العهد". فعلي في هذا الكتاب لم يبحث في "الحياة السياسية أو الدينية أو الاقتصادية أو غير ذلك من نواحي الحياة في الجاهلية القريبة من الإسلام"، وإنما كان تطرقه إلى هذه النواحي "بقدر ما للجاهلية من صلة بالإسلام، وبقدر ما لها من علاقة بعصر النبوة، وبأيام الرسول صلى الله عليه وسلم". لذا فقد دخل في موضوع "عصر النبوة مباشرة، دون مقدمة ولا تمهيد، ولكنه وقبل ذلك تحدث عن خطورة تأريخ الإسلام وكيفية تدوينه".

## طبعات
صدر الكتاب في عدة طبعات منها:
- تاريخ العرب في الإسلام: السيرة النبوية، مطبعة الزعيم، بغداد 1961.[12]
- تاريخ العرب في الإسلام - السيرة النبوية، مع مقدمة للباحث والمفكر اللبناني فرحان صالح بعنوان: العرب والذات التاريخية: قراءة في كتابات العلامة جواد علي- دار الحداثة،[13] بيروت (عدة طبعات منها: 1983 و1988 و2007).[8][14][15][16]
- مكتبة النهضة العربية- بغداد 1983 (217 صفحة).[17]
- تاريخ العرب في الإسلام - دار الشؤون الثقافية العامة، بغداد 2004 (250 صفحة).[18]
- تاريخ العرب في الإسلام السيرة النبوية - منشورات الجمل، بيروت 2009 و2014 (245 صفحة).[19][20]